# Pecatanya
A Pecatanya (eredeti cím: Fish Hooks) 2010-től 2014-ig futott amerikai televíziós 2D-s számítógépes animációs szitkom, amelyet Noah Z. Jones készített.
Amerikában a premierje 2010. szeptember 24-én volt, míg Magyarországon 2011. január 15-én a Disney Channel-en.

## Történet
A történet egy kisállat-kereskedés állatainak kalandjait mutatja be. A főszereplők Miló, az ő szégyenlős testvére, Oscar és Bea a dramatikus aranyhal. Mindhárman egy akvárium iskolájában, az Édesvíz Gimiben tanulnak amely a kisállat-kereskedés egyik polcán áll. A három hal ugyanolyan tipikus tinédzser problémákkal is megküzd a sorozatban, amelyek a való életben is előfordulnak a fiatalokkal.

## Magyar változat
A magyar változatot a Disney Channel megbízásából az SDI Media Hungary készítette.

## Szereplők

### Főszereplők
| Szereplő | Eredeti hang   | Magyar hang      |
| -------- | -------------- | ---------------- |
| Milo     | Kyle Massey    | Seszták Szabolcs |
| Bea      | Chelsea Kane   | Major Melinda    |
| Oscar    | Justin Roiland | Láng Balázs      |

### Mellékszereplők
| Szereplő      | Eredeti hang    | Magyar hang      |
| ------------- | --------------- | ---------------- |
| Shellsea      | Kari Wahlgren   | Pap Katalin      |
| Clamantha     | Alex Hirsch     | Gerbert Judit    |
| Mr. Baldwin   | Dana Snyder     | Schnell Ádám     |
| Dr. Brekk     | Kevin McDonald  | Fekete Zoltán    |
| Fejhallgatóni | John Caparulo   | Szokol Péter     |
| Coach Salmon  | Richard Simmons | Kapácsy Miklós   |
| Polip Pali    | John DiMaggio   | Schneider Zoltán |
| Esmargot      | Rachel Dratch   | Simon Dóra       |
| Finberley     | Kimberly Mooney | Holló Orsolya    |

## Epizódok
| Évad | Évad | Epizódok | Eredeti sugárzás    | Eredeti sugárzás  | Magyar sugárzás        | Magyar sugárzás        |
| Évad | Évad | Epizódok | Évadpremier         | Évadfinálé        | Évadpremier            | Évadfinálé             |
| ---- | ---- | -------- | ------------------- | ----------------- | ---------------------- | ---------------------- |
|      | 1    | 21 (40)  | 2010. szeptember 3. | 2011. október 21. | 2011. január 15.       | 2012. február 19.      |
|      | 2    | 22 (42)  | 2011. október 7.    | 2013. május 17.   | 2012. március 18.      | 2014.                  |
|      | 3    | 16 (28)  | 2013. június 7.     | 2014. április 4.  | Nem került bemutatásra | Nem került bemutatásra |